# Aline Chamereau
Aline Chamereau (Villeurbanne, 6 maart 1996) is een Franse beachvolleybalspeler. Ze nam eenmaal deel aan de Olympische Spelen.

## Carrière
Chamereau behaalde in 2013 met Héléna Cazaute een negende plaats bij de EK onder 18 in Maladzetsjna. Twee jaar later werd ze met Ophélie Lusson zeventiende bij de EK onder 22 in Macedo de Cavaleiros. Met Lusson debuteerde ze in 2015 ook in de FIVB World Tour. Ze bereikten via de kwalificaties het hoofdtoernooi van Sotsji. Het jaar daarop namen ze deel aan vijf kwalificatietoernooien in de World Tour. Met Alexandra Jupiter deed ze mee aan een kwalificatiewedstrijd in Long Beach. In 2017 speelde Chamereau met Lézana Placette. In de internationale competitie behaalden ze een bronzen medaille bij het 1-ster-toernooi van Agadir. Bij de EK onder 22 in Baden bereikte het duo de achtste finales. Het daaropvolgende seizoen kwam Chamereau met zowel Placette, Lusson als Jupiter in actie. Ze nam in totaal deel aan tien toernooien in de World Tour met een vijfde plaats in Alanya als beste resultaat. Met Jupiter deed ze mee aan de Europese kampioenschappen in Nederland, waar ze in de tussenronde werd uitgeschakeld door het Spaanse tweetal Ángela Lobato en Amaranta Navarro. Vervolgens vormde Chamereau een vast team met Jupiter. In het seizoen 2018/19 waren ze actief op dertien internationale toernooien waarbij ze drie negende plaatsen behaalden (Den Haag, Kuala Lumpur en Edmonton). Bij de EK in Moskou verloren ze in de achtste finale van Michala Kvapilová en Michaela Kubíčková uit Tsjechië. In het najaar van 2019 behaalden ze een vijfde plaats bij het 3-sterren-toernooi in Qinzhou. Bij de EK van 2020 in Jūrmala strandden ze in de achtste finale tegen de Russen Nadezjda Makrogoezova en Svetlana Cholomina.
In 2021 speelde Chamereau twee wedstrijden met Jupiter, waarna ze gedurende het seizoen van partner wisselde naar Clémence Vieira. Het duo deed mee aan zeven toernooien in de World Tour en behaalde een vierde plaats bij het 1-ster-toernooi van Nijmegen. Het jaar daarop kwamen ze bij vijf toernooien in de Beach Pro Tour – de opvolger van de World Tour – niet verder dan twee negentiende plaatsen (Kuşadası en Dubai). Bij de EK in München was de groepsfase na twee nederlagen het eindstation. In 2023 namen Chamereau en Vieira deel aan elf mondiale toernooien. Ze behaalden drie podiumplaatsen bij de drie Future-toernooien waar ze aan deelnamen: tweede in Lille en derde in Warschau en Brno. Bij de Challenge-toernooien van Goa en Chiang Mai bereikten ze de kwartfinales. Het daaropvolgende seizoen waren ze actief op tien toernooien in de Beach Pro Tour. Ze kwamen daarbij tot een vijfde (Haikou) en vier negende plaatsen (Recife, Saquarema, Xiamen en Stare Jabłonki). In eigen land nam het duo deel aan de Olympische Spelen waar ze na drie nederlagen in de groepsfase bleven steken. Bij de EK in Nederland was de groepsfase na een overwinning en twee nederlagen eveneens het eindstation. In 2025 wonnen Chamereau en Vieira een bronzen medaille bij het Challenge-toernooi van Alanya en eindigden ze als vijfde in Xiamen. Bij de EK in Düsseldorf wonnen ze zilver achter het Oekraïense tweetal Maryna Hladoen en Tetjana Lazarenko.

## Palmares
Kampioenschappen
- 2025:  EK

FIVB World Tour
- 2017:  1* Agadir

Beach Pro Tour
- 2023:  Lille Future
- 2023:  Warschau Future
- 2023:  Brno Future
- 2025:  Alanya Challenge